# 別冊新評
別冊新評（べっさつしんぴょう）は、日本の出版社である新評社が刊行したムックのシリーズである。雑誌「新評」の別冊。
類似するシリーズとして『新評臨時増刊 ALEDA』も新評社から刊行された。

## 刊行一覧
- 別冊新評 創刊号 幸運の鍵 すぐに役立つ占い決定版 1968
- 別冊新評 昭和43年夏季号 愛情の六法全書 1968
- 別冊新評 秋季号　続・35歳からの医学 1968
- 別冊新評 現代金儲け百科　1969年春季号 1969
- 別冊新評 プロ麻雀入門 1971/1/1
- 別冊新評 飛行機全特集 平和のつばさ60年 1971
- 別冊新評 プロ麻雀入門 72年版 1972
- 別冊新評 中国の顔３００人 現代中国人物事典 西野孝男 編集 1972
- 別冊新評 作家の死　日本文壇ドキュメント裏面史・文壇九〇年の過去帳 西野孝男（編集）, 平野謙他 | 1972/8/10
- 別冊新評 第19号 悪徳行動学入門 1972
- 別冊新評 第20号 漱石山房 1972/8
- 別冊新評・臨時増刊　戦後重大事件懇談会 西野孝男（編集）, 加太こうじ他 1972/10/10
- 別冊新評 プロ麻雀入門 73年版 1973
- 別冊新評・臨時増刊 ゴルフ・クラブの選び方徹底研究　1973
- 別冊新評 第23号 裸の文壇史 日本文壇"盗作"全記録 スター作家登壇記 1973/5/10
- 別冊新評 No.24　野坂昭如の世界 尾崎秀樹, 松原新一他 1973/7/9
  - 「作家の世界」シリーズ開始
- 別冊新評 第26号 澁澤龍彦の世界 全特集 （別冊新評 ’73 AUTUMN） 西野孝男・編 1973/10/10
- 別冊新評 第27号 遠藤周作の世界 (全特集) 西野 孝男 1973/12/10
- 別冊新評 第28号 安岡章太郎の世界 全特集 西野孝男 1974/5/15
- 別冊新評 第29号 深沢七郎の世界  西野孝男 1974/7
- 別冊新評 第30号 唐十郎の世界 全特集 西野孝男 1974/10/15
  - 1979年に新評社から「唐十郎の世界」（「別冊新評」ではない）として刊行されたものは、内容が別
- 別冊新評 通巻31号 (1974年冬) プロ麻雀入門'74年版  1974/12
- 別冊新評 通巻32号 北杜夫の世界 1975/4
- 別冊新評 第33号 梶山季之の世界　追悼特集号 西野孝男（編集）, 山口瞳他 1975/7/20
- 別冊新評 No.36　＜全特集＞大薮春彦の世界 斎藤節郎（編集）, 竹中労他 1976/4/10
- 別冊新評 No.37　＜全特集＞筒井康隆の世界 斎藤節郎（編集）, 星新一他 1976/7/10
- 別冊新評 第38号 畑正憲の世界〈全特集〉斎藤節郎編 1976/10
- 別冊新評 第39号 ＜全特集＞星新一の世界 斎藤節郎（編集）, 小松左京他 1976/12/10
- 別冊新評 第40号 稲垣足穂の世界 1977年春号 1977/4
- 別冊新評 第41号 SF 新鋭7人特集号 '77 SUMMER 手塚治虫, 萩尾望都他 1977/7/10
- 別冊新評 No.42　花田清輝の世界 斎藤節郎編 長谷川四郎, 飯沢匡他 1977/10/9
- 別冊新評 第43号 山本周五郎の世界〈全特集〉斉藤節郎編　’77WINTER　1977/12
- 別冊新評 第44号 放浪の俳人 山頭火の世界 全特集 斎藤節郎編 1978/4/10
- 別冊新評 第45号 水上勉の世界 全特集 水上勉, 饗庭孝男他 1978/7/10
- 別冊新評 第46号 平井和正・豊田有恒集 全特集 斎藤節郎 編 1978/10/10
- 別冊新評 第47号 青年劇画の熱風! 石井隆の世界 斎藤節郎編 1979/1/10
- 別冊新評 第48号 三流劇画の世界 全特集 1979
- 別冊新評 第49号 山田風太郎の世界 全特集 斎藤節郎・編集 1979/7/10
- 別冊新評 通巻50号 松本零士の世界　全特集 斎藤節郎編 1979/10/10
- 別冊新評 No.51　別役実の世界 扇田昭彦, 森秀男他 1980/1/9
- 別冊新評 第52号 寺山修司の世界 全特集 寺山修司　福島泰樹他 1980/4
- 別冊新評 第53号 ルポライターの世界 斎藤節郎（編集）, 新井直之他　1980/7/10
- 別冊新評 第54号 水木しげるの世界 全特集 斎藤節郎（編集）1980.10
- 別冊新評 第55号 新田次郎の世界　全特集 80WINTER 斎藤節郎.編 1981/01/10
- 別冊新評 第56号 サーカスの世界 全特集 斎藤節郎 編 1981/4
- 別冊新評 第57号 都筑道夫の世界 全特集 斎藤節郎 編 1981/7
- 別冊新評 第58号 戦後日本芸能史 全特集 斎藤節郎・編集 1981/10
- 別冊新評 第59号 小林信彦の世界 全特集 斎藤節郎編 1981/12/10
- 別冊新評 No.60　鈴木忠志の世界 全特集 斎藤節郎編 別役実, 松岡正剛他 1982/5/10
- 別冊新評 No.61　荒木経惟の世界 平岡正明, 四方田犬彦他 1982/8/10

## 「別冊新評」ではない関連本
新評社から単行本として刊行。「作家の世界決定版」シリーズ
- 筒井康隆の世界 1979/2
- 唐十郎の世界 1979/5
- 北杜夫の世界 1979/6
- 大藪春彦の世界 1979/9
- 山頭火の世界 放浪の俳人・山頭火のすべて！ 1980/4
- 星新一の世界 1980/6
- 花田清輝の世界 1981/3
- 稲垣足穂の世界 1981/4
- 山本周五郎の世界 1981/9/10
- 別役実の世界 1982/6
- 寺山修司の世界 1983/11